# Мукаржовский, Ян
Ян Му́каржовский (чеш. Jan Mukařovský; 11 ноября 1891 года, Писек, Королевство Богемия, Австро-Венгрия — 8 февраля 1975 года, Прага, ЧССР) — чешский эстетик, литературовед, лингвист. Академик Чехословацкой академии наук (1951 или 1952).
Автор работ по эстетике театра, кино, изобразительного искусства, архитектуры. «Признанный классик эстетической мысли» (Ю. М. Лотман).

## Биография
В 1915 году окончил Карло-Фердинандов университет в Праге.
С 1929 года преподавал эстетику в Карловом (Чешском) и Братиславском университетах. С 1938 года — профессор эстетики Чешского университета (с 1945 — Карлов университет) и Университета имени Коменского в Братиславе. В 1948—1953 годах — ректор Карлова университета.
В 1951—1962 годах — директор Института чешской литературы Чехословацкой АН.

## Вклад в науку
Один из крупнейших представителей чешского структурализма, заложившего основы семиологического подхода к анализу художественного текста. Испытал влияние феноменологического метода Э. Гуссерля, идей Ф. де Соссюра, русской формальной школы, а также пражской школы эстетики, опиравшейся на эстетические теории И. Ф. Гербарта. В 1926 вошёл в Пражский лингвистический кружок, став его активным участником.
Наибольшее значение имеют работы 1930—40-х годов, в которых Мукаржовский исследовал знаковую природу искусства и своеобразие художественного языка различных его видов, уделяя внимание, в отличие от русских формалистов, вопросам социального функционирования текста: «Общие принципы и развитие чешского стиха нового времени» («Obecné zásady a vývoj novočeského verśe», 1934), «Предисловие к чешскому переводу „Теории прозы“ Шкловского» («K českému překladu Šklovského Teorie prózy», 1934), «Эстетическая функция, норма и эстетическая ценность как социальные факты» («Estetická funkce, norma a hodnota jako sociální fakty», 1936), «Искусство как семиологический факт» («Uméní jako sémiologický fakt», 1936), «О поэтическом языке» («O jazyce básnickém», 1940) и другие.

### Труды
- Obecné zásady a vývoj novočeského verše, 1934.
- K českému překladu Šklovského Teorie prózy, 1934.
- Estetická funkce, norma a hodnota jako sociální fakty, 1936.
- Umění jako sémiologický fakt, 1936.
- O jazyce básnickém, 1940.

### Издания на чешском языке
- Kapitoly z české poetiky. Praha, 1948. Dl 1-3.
- Studie z estetiky. Praha, 1966.
- Cestami poetiky a estetiky. Praha, 1971.
- Studie z poetiky. Praha, 1982.

### Издания на русском языке
- Исследования по эстетике и теории искусства / Составление Ю. М. Лотмана и О. М. Малевича, вступительная статья Ю. М. Лотмана, перевод с чешского В. А. Каменской, комментарий Ю. М. Лотмана и О. М. Малевича. — М.: Искусство, 1994. — 606 с. — (История эстетики в памятниках и документах / Председатель редколлегии А. Я. Зись). — ISBN 5-210-01299-9.
- Структуральная поэтика. — М.: Языки славянской культуры, 1996. — ISBN 5-88766-052-X.